# Cosmiometra
Cosmiometra is een geslacht van haarsterren uit de familie Thalassometridae.

## Soorten
- Cosmiometra aster (A.H. Clark, 1907)
- Cosmiometra belsuchel Messing, 2007
- Cosmiometra conifera (Hartlaub, 1890)
- Cosmiometra crassicirra (A.H. Clark, 1908)
- Cosmiometra dasybrachia H.L. Clark, 1916
- Cosmiometra delicata (A.H. Clark, 1908)
- Cosmiometra gardineri A.H. Clark, 1911
- Cosmiometra iole A.H. Clark, 1950
- Cosmiometra leilae A.H. Clark, 1932
- Cosmiometra philippinensis A.H. Clark, 1911
- Cosmiometra woodmasoni (Bell, 1893)